# Stonewood
Stonewood est une ville américaine située dans le comté de Harrison en Virginie-Occidentale.
Selon le recensement de 2010, Stonewood compte 1 806 habitants. La municipalité s'étend sur 0,85 milles carrés (2,2 km2).
La ville devient une municipalité le 17 décembre 1947. Son nom est la contraction de deux anciens villages : Stonewall et Norwood.